# Oksygenazy
Oksygenazy – enzymy katalizujące proces wbudowania tlenu w cząsteczkę.
Wyróżnia się oksygenazy właściwe, tj.:
- dioksygenazy-włączają dwa atomy tlenu do substratu;
  - dioksygenazy wymagające udziału NAD(P)H, katalizujące reakcje hydroksylacji substratu;
  - dioksygenazy niewymagające udziału NAD(P)H, katalizujące rozerwanie pierścienia;
- monooksygenazy-katalizują włączenie jednego atomu tlenu do hydroksylowanego substratu, podczas gdy drugi atom tlenu wiązany jest w cząsteczkę wody z udziałem NAD(P)H, np. 3-monooksygenaza kinureninowa.